# Paul G. Kirk
Paul G. Kirk (Newton, 1938. január 18. –) az Amerikai Egyesült Államok szenátora (Massachusetts, 2009–2010).